# Welcome Back (Peter Jacques Band)
Welcome Back prodotto da Jacques Fred Petrus e Mauro Malavasi per gli arrangiamenti. è il secondo album in studio della band Peter Jacques Band, pubblicato nel 1980.

## Tracce
Lato A
1. Counting On Love (One Two Three) – 5:20 (Mauro Malavasi, Paul Slade)
2. Welcome Back – 6:25 (Luther Vandross Mauro Malavasi)
3. The Louder – 7:01 (F. Floyd, Mauro Malavasi)

Lato B
1. Is It It? – 5:55 (Mauro Malavasi, Paul Slade)
2. Exotically – 5:53 (F. Floyd, Mauro Malavasi)
3. Mighty Fine – 5:27 (F. Floyd, Mauro Malavasi)

## Formazione
- Luther Vandross - voce, cori
- Mauro Malavasi - tastiera, cori, tromba,sintetizzatore, percussioni, conduttore, programmazione, arrangiamento
- Davide Romani - Basso

Produzione
- Mauro Malavasi – missaggio, mastering
- Greg Calby - mastering
- Maurizio Biancani - tecnico del suono
- Mauro Malavasi - produttore esecutivo
- Jacques Fred Petrus - produttore artistico, produttore esecutivo

## Registrazione
- Fonoprint - registrazione
- Mediasound - registrazione, missaggio
- Sterling Sound - mastering